# 콘텐츠 중심 네트워킹
IP 기반의 호스트 지향 인터넷 아키텍처와 대조적으로 콘텐츠 중심 네트워킹(content centric networking, CCN)은 직접 주소 매기기 및 라우팅을 가능케 함으로써 콘텐츠를 강조한다. 종단점(엔드포인트)들은 IP 주소 대신 이름을 가진 데이터에 기반하여 통신한다. CCN의 특징은 콘텐츠 요청 메시지(이른바 "관심사")와 콘텐츠 반환 메시지(이른바 "콘텐츠 객체")의 기초적인 교환이다. 정보 중심 네트워킹(ICN) 아키텍처의 하나로 간주된다.
CCN의 목적은 안전하고 유연하고 확장 가능한 네트워크를 제공함으로써 콘텐츠를 대량으로 안전하게 다수의 장치 종단까지 전달하는 현대의 인터넷 요건을 해결하는 것이다. CCN은 연결이나 파이프를 확보하는 대신 개개의 콘텐츠를 명시적으로 확보하는 보안 모델을 포함한다. 호스트 이름(IP 주소) 대신 데이터 이름을 사용하므로 유연성을 제공한다. 게다가 이름이 있는 안전하게 확보된 콘텐츠는 요청 시 자동으로 분산 캐시에 상주하거나 선별적으로 미리 상주한다. 이름으로 요청할 경우 CCN은 이름이 있는 콘텐츠를 가장 가까운 캐시로부터 사용자에게 전달하는데, 네트워크 홉을 거의 경유하지 않으므로 불필요한 요청을 없애고 전반적으로 자원을 덜 소모한다.
CCN은 2007년 팰로앨토 연구소(PARC)의 한 연구 프로젝트로 시작되었다. 최초의 소프트웨어 릴리스(CCNx 0.1)는 2009년 공개되었다. CCN은 네임드 데이터 네트워킹을 포함한 관련 접근방식들의 조상격이다.
CCN 테크놀로지와 오픈 소스 코드 베이스는 2017년 2월 시스코에 인수되었다.

## 파생
- 네임드 데이터 네트워킹: 오리지널 CCNx 0.x 코드 기반의 NSF가 투자한 프로젝트
- CCN-lite: CCN 0.x와 상호 운용 가능한 CCNx 기능의 경량판.

## 관련 프로젝트
- GreenICN: 정보 중심 네트워킹 패러다임을 사용하여 장애 복구 시나리오에 초점을 둔 프로젝트.

## 같이 보기
- 정보 중심 네트워킹